# Rush in Rio
Rush in Rio – album koncertowy kanadyjskiej grupy rockowej Rush, wydany w 2003 roku. Album jest również dostępny w wersji DVD. Album został nagrany podczas koncertu zespołu na stadionie Maracanã w Rio de Janeiro, podczas koncertu kończącego oficjalną trasę koncertową promującą album Vapor Trails. Podczas tego koncertu zespół zgromadził 40-tysięczną publiczność, jednak na tej trasie największym koncertem był występ w São Paulo (dzień wcześniej), na którym pojawiło się około 60 tys. fanów.

## Lista utworów

### CD 1
1. "Tom Sawyer" – 5:04
2. "Distant Early Warning" – 4:50
3. "New World Man" – 4:04
4. "Roll the Bones" – 6:15
5. "Earthshine" – 5:44
6. "YYZ" – 4:56
7. "The Pass" – 4:52
8. "Bravado" – 6:18
9. "The Big Money" – 6:03
10. "The Trees" – 5:12
11. "Freewill" – 5:48
12. "Closer to the Heart" – 3:04
13. "Natural Science" – 8:34

### CD 2
1. "One Little Victory" – 5:32
2. "Driven" – 5:22
3. "Ghost Rider" – 5:36
4. "Secret Touch" – 7:00
5. "Dreamline" – 5:10
6. "Red Sector A" – 5:16
7. "Leave That Thing Alone" – 4:59
8. "O Baterista" – 8:54
9. "Resist" – 4:23
10. "2112 Overture/Temples of Syrinx" – 6:52

### CD 3
1. "Limelight" – 4:29
2. "La Villa Strangiato" – 10:05
3. "The Spirit of Radio" – 5:28
4. "By-Tor & the Snow Dog" – 4:34
5. "Cygnus X-1" – 3:12
6. "Working Man" – 5:48
7. "Between Sun & Moon" – 4:51 (Bonus Track)
8. "Vital Signs" – 4:58 (Bonus Track)

## Twórcy
- Geddy Lee – śpiew, gitara, gitara basowa, syntezator
- Alex Lifeson – gitara
- Neil Peart – perkusja, instrumenty perkusyjne